# Sverre Magnus norvég herceg
Sverre Magnus norvég herceg (Oslo, 2005. december 3. –), Haakon norvég királyi herceg és Mette-Marit norvég trónörökösné második, de anyjának a harmadik gyermeke. Harmadik a norvég trónöröklési rendben az apja és nővére mögött.

## Élete
A család az Oslo külvárosában fekvő Skaugum rezidencián lakik.